# Gojko Cimirot
Gojko Cimirot, né le 19 décembre 1992 à Trebinje en Bosnie-Herzégovine, est un footballeur international bosnien. Il évolue au poste de milieu défensif à Al-Fayha FC.

## Biographie

### En club

#### Débuts professionnels dans son pays natal
Cimirot commence sa carrière professionnelle au FK Leotar Trebinje, avant d'être transféré au FK Sarajevo en 2013. 

#### Transfert vers la Grèce
Le 12 août 2015, le PAOK Salonique parvient à un accord avec le FK Sarajevo pour le transfert de Cimirot. Le FK Sarajevo ayant accepté une offre d'environ 2 millions d'euros. Lors du premier match de la saison de la saison, Cimirot se blesse, portant son indisponibilité à huit semaines. Cimirot marque son premier but avec ce club contre le Panathinaikos (match nul 2-2).
Le 21 novembre 2016, il signe prolongation de contrat pour une saison supplémentaire, allant jusqu' à l'été 2019. Le 7 mai 2017, Cimirot remporte son premier trophée avec le PAOK Salonique en battant l'AEK Athènes en finale de la Coupe de Grèce.
Le 3 août 2017, Cimirot inscrit son premier but en compétition européenne contre l'Olimpik Donetsk (victoire 2-0), au match retour du troisième tour de qualification de la Ligue Europa.

#### En route pour la Belgique
25 janvier 2018, Cimirot rejoint le club belge du Standard de Liège avec un contrat jusqu'en juin 2022. Il fait ses débuts en championnat trois jours plus tard, lors du Classique belge contre le RSC Anderlecht (match nul 3-3).

### En équipe nationale
De 2012 à 2014, Cimirot est un joueur régulier de la sélection bosnienne espoirs, jouant sept matchs dans cette catégorie.
Le 4 septembre 2014, il fait ses débuts avec la Bosnie-Herzégovine, lors d'un match amical contre le Liechtenstein (victoire 3-0).

## Statistiques
| Saison                | Club                  | Championnat           | Championnat | Championnat | Coupe(s) nationale(s) | Coupe(s) nationale(s) | Compétition(s) continentale(s) | Compétition(s) continentale(s) | Compétition(s) continentale(s) | Total | Total |
| Saison                | Club                  | Division              | M.          | B.          | M.                    | B.                    | Comp.                          | M.                             | B.                             | M.    | B.    |
| 2009-2010             | FK Leotar Trebinje    | Premijer Liga         | 1           | 0           | 0                     | 0                     | -                              | 0                              | 0                              | 1     | 0     |
| 2010-2011             | FK Leotar Trebinje    | Premijer Liga         | 0           | 0           | 0                     | 0                     | -                              | 0                              | 0                              | 0     | 0     |
| 2011-2012             | FK Leotar Trebinje    | Premijer Liga         | 18          | 1           | 0                     | 0                     | -                              | 0                              | 0                              | 18    | 1     |
| 2012-2013             | FK Leotar Trebinje    | Premijer Liga         | 28          | 2           | 0                     | 0                     | -                              | 0                              | 0                              | 28    | 2     |
| Sous-total            | Sous-total            | Sous-total            | 47          | 3           | 0                     | 0                     | -                              | 0                              | 0                              | 47    | 3     |
| 2013-2014             | FK Sarajevo           | Premijer Liga         | 27          | 0           | 6                     | 0                     | C3                             | 4                              | 0                              | 37    | 0     |
| 2014-2015             | FK Sarajevo           | Premijer Liga         | 26          | 0           | 4                     | 0                     | C3                             | 6                              | 0                              | 36    | 0     |
| 2015-2016             | FK Sarajevo           | Premijer Liga         | 2           | 0           | 0                     | 0                     | C1                             | 2                              | 0                              | 4     | 0     |
| Sous-total            | Sous-total            | Sous-total            | 55          | 0           | 10                    | 0                     | -                              | 12                             | 0                              | 77    | 0     |
| 2015-2016             | PAOK Salonique        | Super League          | 19          | 1           | 6                     | 0                     | C3                             | 1                              | 0                              | 26    | 1     |
| 2016-2017             | PAOK Salonique        | Super League          | 31          | 0           | 6                     | 0                     | C1+C3                          | 2+10                           | 0+0                            | 49    | 0     |
| 2017-2018             | PAOK Salonique        | Super League          | 15          | 0           | 4                     | 0                     | C3                             | 4                              | 1                              | 23    | 1     |
| Sous-total            | Sous-total            | Sous-total            | 65          | 1           | 16                    | 0                     | -                              | 17                             | 1                              | 98    | 2     |
| 2017-2018             | Standard de Liège     | Division 1A           | 15          | 1           | 2                     | 0                     | -                              | -                              | -                              | 17    | 1     |
| 2018-2019             | Standard de Liège     | Division 1A           | 38          | 0           | 1                     | 0                     | C1+C3                          | 2+5                            | 0                              | 46    | 0     |
| 2019-2020             | Standard de Liège     | Division 1A           | 27          | 1           | 3                     | 0                     | C3                             | 6                              | 0                              | 36    | 1     |
| 2020-2021             | Standard de Liège     | Division 1A           | 25          | 0           | 5                     | 0                     | C3                             | 8                              | 0                              | 38    | 0     |
| 2021-2022             | Standard de Liège     | Division 1A           | 24          | 0           | 2                     | 0                     | -                              | 0                              | 0                              | 26    | 0     |
| 2022-2023             | Standard de Liège     | Division 1A           | 27          | 0           | 2                     | 0                     | -                              | 0                              | 0                              | 29    | 0     |
| Sous-total            | Sous-total            | Sous-total            | 156         | 2           | 15                    | 0                     | -                              | 21                             | 0                              | 192   | 2     |
| Total sur la carrière | Total sur la carrière | Total sur la carrière | 331         | 6           | 41                    | 0                     | -                              | 50                             | 1                              | 422   | 7     |

## Palmarès
- FK Sarajevo
  - Coupe de Bosnie-Herzégovine
    - Vainqueur : 2014

  - Championnat de Bosnie-Herzégovine
    - Champion : 2015

- PAOK Salonique
  - Coupe de Grèce
    - Vainqueur : 2017

- Standard de Liège
  - Coupe de Belgique
    - Vainqueur : 2018